# Мигачево (Тверская область)
Мигачево — деревня в Торопецком районе Тверской области России. Входит в состав Плоскошского сельского поселения.

## География
Деревня расположена на севере центральной части района. Находится на левом берегу реки Ока. Ближайший населённый пункт — деревня Клыпино.
Расстояния по автодорогам:
- До Торопца — 43 км.
- До Плоскоши — 16 км.

Климат
Деревня, как и весь район, относится к умеренному поясу северного полушария и находится в области переходного климата от океанического к материковому. Лето с температурным режимом +15…+20 °С (днём +20…+25 °С), зима умеренно-морозная −10…−15 °С; при вторжении арктических воздушных масс до −30…-40 °С.
Среднегодовая скорость ветра 3,5—4,2 метра в секунду.

## История
На топографической карте Фёдора Шуберта 1867—1906 годов обозначена деревня Нигачево. Имела 3 двора.
На карте РККА 1923—1941 годов обозначена деревня Мигачево. Имела 12 дворов.
До 2005 года деревня входила в состав упразднённого в настоящее время Конищевского сельского округа, с 2005 — в составе Плоскошского сельского поселения.

## Население
| 2010 |
| ---- |
| 1    |

В 2008 году в деревне проживало 6 человек.
В 2002 году население деревни составляло 9 человек.
Согласно результатам переписи 2002 года, в национальной структуре населения русские составляли 100 % от жителей.